# اوروبیلینوژن
اوروبیلینوژن (به انگلیسی: Urobilinogen) با فرمول شیمیایی C33H44N4O6 یک ترکیب شیمیایی با شناسه پاب‌کم 26818 است. که جرم مولی آن ۵۹۲٫۷۲۶ گرم بر مول می‌باشد. 
اوروبیلینوژن یک محصول جانبی بی رنگی بیلیروبین است.  این عمل توسط فعالیت باکتریایی بر روی بیلی روبین حاصل می شود.  حدود نیمی از اوربیلینوژن تشکیل شده دوباره جذب می شود و از طریق ورید پورتال به کبد منتقل می شود،سپس وارد جریان خون می شده و از طریق کلیه دفع می شود.   
مقدار زیادی از بیلی روبین در همولیز تشکیل می شود که موجب افزایش اوربیلینوژن در روده می شود.  در بیماری کبد (مانند هپاتیت)، چرخه اوروبیلینوژن داخل ادراری نیز مانع افزایش سطح اوربیلینوژن می شود.  اوربیلینوژن به اوربیلین رنگدانه زرد واضح در ادرار تبدیل می شود. 
اورو بیلینوژن در روده به طور مستقیم به استرکوبیلین قهوه ای احیا می شود، که به مدفوع رنگ خاص خود را می دهد.  همچنین می تواند به استکروبیلینوژن احیا شود، که پس از آن می تواند به استکروبیلین اکسید شود.  این "چرخه اوروبیلینوژن روده ای-کبدی" را تشکیل می دهد.